# Стальник жёлтый
Ста́льник жёлтый (лат. Onónis nátrix) — вид растений рода Стальник (Ononis) семейства Бобовые (Fabaceae).

## Ботаническое описание

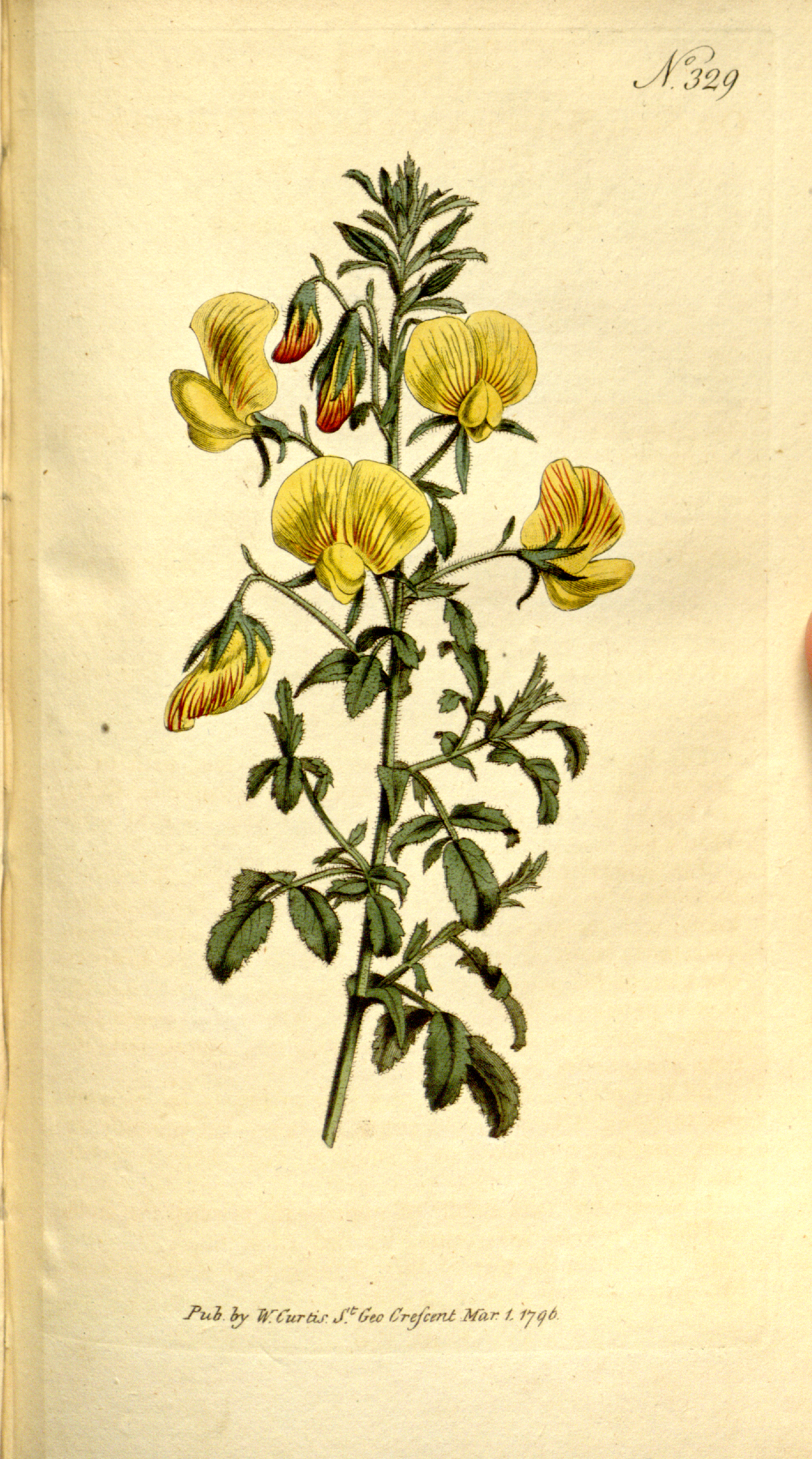
Ботаническая иллюстрация Уильяма Кёртиса из The Botanical Magazine, том 10. 1796

Растёт как кустарник и достигает высоты 70 см. Вегетативные части растения густо опушённые и клейкие. Вертикальный или восходящий стебель неразветвлённый или разветвлённый от основания и деревянистый у основания.
Тройчатые листья с зубчатыми краями. Листья длиной от 1 до 3 см, с заострённой верхушкой.
Время цветения с мая по июль, иногда до октября. Чашелистики длиной от 8 до 12 мм срастаются только на короткое время. Венчик длиной от 12 до 20 мм имеет типичную для бобовых форму. Цвет лепестков ярко-жёлтый с прожилками от красноватого до фиолетового цвета.
Плод — стручок 10—25 мм длиной, линейный, повисший, пушистый, с 2—27 семенами.

## Распространение и среда обитания
Ареал вида охватывает территорию следующих стран: Алжир, Египет, Ливия, Марокко, Тунис, Ирак (редкий на западе), Израиль, Иордания, Ливан, Сирия, юг Турции, Австрия, Германия, Венгрия, Швейцария, бывшая Югославия, Греция — Крит, Италия (включая Сардинию и Сицилию), Франция (включая Корсику), Португалия, Гибралтар, Испания (включая Балеарские и Канарские острова).
Растёт в прибрежных районах, сухих и песчаных местах.